# Столбовое (Калининградская область)
Столбовое (до 1938 — Клайн Прушиллен (нем. Klein Pruszillen), до 1947 — Клайнпройсенбрух (нем. Kleinpreußenbruch)) — посёлок в Озёрском муниципальном округе Калининградской области. До 2014 года входил в состав Красноярского сельского поселения.

## География
Находится в южной части Калининградской области, в зоне хвойно-широколиственных лесов, в пределах Виштынецкой возвышенности, к северу от автодороги 27А-027, на расстоянии примерно 11 километров (по прямой) к северу от города Озёрска, административного центра района.

### Климат
Климат характеризуется как переходный от морского к умеренно континентальному. Среднегодовая температура воздуха — 7,7 °C. Средняя температура воздуха самого холодного месяца (января) — −2,9 °C (абсолютный минимум — −35 °C); самого тёплого месяца (июля) — 18,7 °C (абсолютный максимум — 36 °C). Годовое количество атмосферных осадков — 775 мм, из которых большая часть выпадает в тёплый период.

### Часовой пояс
Посёлок Столбовое, как и вся Калининградская область, находится в часовой зоне МСК−1. Смещение применяемого времени относительно UTC составляет +2:00.

## Население
| 1910 | 1933 | 1939 | 2002 | 2010 |
| ---- | ---- | ---- | ---- | ---- |
| 211  | ↗227 | ↘188 | ↘11  | ↘7   |

### Национальный состав
Согласно результатам переписи 2002 года, в национальной структуре населения русские составляли 64 %.